# Taková normální holka
Taková normální holka (v anglickém originále She's All That) je americká romantická filmová komedie z roku 1999 režiséra Roberta Iscovea, který ji natočil podle scénáře R. Lee Fleminga, Jr. V hlavních rolích se představili Freddie Prinze Jr., Rachael Leigh Cook, Matthew Lillard, Paul Walker a Jodi Lyn O'Keefe. Film pojednává o mladém Zacku Silerovi, který se vychloubá tím, že jako nejoblíbenější kluk na střední škole dokáže získat každou dívku, včetně poněkud podivínské a samotářské Laney Boggsové. Snímek je variací na Pygmalion od George Bernarda Shawa. V roce 2021 měl premiéru genderově obrácený remake Takový normální kluk.

## Příběh
Zack Siler, pocházející z majetné rodiny, je v roce 1999 studentem maturitního ročníku na Harrisonově střední škole v jižní Kalifornii, kde je za největší hvězdu, úspěšného školního sportovce a studentského prezidenta. Jeho přítelkyně Taylor Vaughanová se s ním ale rozejde, protože se na jarních prázdninách dala na Floridě dohromady s Brockem Hudsonem, účastníkem televizní reality show The Real World. Zack sám sebe přesvědčuje, že Taylor je nahraditelná jakoukoli dívkou ze školy. Jeho kamarád Dean s tím ale nesouhlasí, a vyzve ho k sázce, jestli Zack dokáže během šesti týdnů proměnit jakoukoli náhodnou dívku v královnu závěrečného školního plesu. Dean vybere v areálu školy kolemjdoucí Laney Boggsovou, podivínskou, uzavřenou a samotářskou dívku, kterou baví umění. Zack se pokusí s Laney spřátelit, ona jej ale zcela ignoruje. Jeho sestra Mack ale Zacka povzbudí, takže ten s pomocí Jesseho Jacksona, dalšího studenta a nejbližšího Laneyina kamaráda, ji přesvědčí, aby mu dala šanci. Laney ho tedy vezme do malého divadelního klubu, kde bude vystupovat. Chce ho odradit tím, že ho pozve na jeviště, Zackovi se však před diváky podaří úspěšně zaimprovizovat. Laney je jeho výkonem sice ohromena, ale poté ho opět odmítne.
Zack se spřátelí s jejím bratrem Simonem, a aby tomu zabránila, Laney souhlasí, že se Zackem půjde na pláž. Tam se nečekaně objeví Dean s partou, přičemž Preston ji pozve na večírek u něj doma. Laney předstírá, že nemá čas, ale Zack ji přesvědčí, aby šla. Přiměje totiž svou sestru, aby ji učesala, nalíčila a oblékla a odhalila tak její skutečnou krásu. Na večírku Taylor veřejně ponižuje Laney, protože na ni žárlí. Zakřiknutá dívka ale začne být mezi spolužáky populárnější a jedna z Taylořiných kamarádek ji poté ve škole nominuje na královnu plesu; její soupeřkou bude právě Taylor. Zack a Laney se do sebe začnou skutečně zamilovávat. Taylor dostane od Brocka kopačky, protože ten musí odjet točit další reality show Road Rules: All Stars. Dean začne projevovat zájem o Laney, což Zacka rozčílí. Dean se snaží Laney pozvat na ples, ale ta odmítne. Po roztržce se Zackem Dean schválně řekne Laney o sázce, a ta si na veřejnosti vynutí Zackovo přiznání. Ponížená Laney odmítne pak Zacka znovu vidět.
Usmířit se s Laney Zack nedokáže, a tak vezme na ples svou sestru. Taylor přijde na akci sama v domnění, že se o ni Zack stále zajímá, přestože odmítl její návrhy. Zklamaná Laney zůstane doma. Tam se však objeví Dean, aby ji opět pozval, takže se s ním nakonec neochotně na ples vydá. Mack se na něm seznámí s Jessem a stanou se z nich přátelé. Na záchodech se Dean chlubí, že se mu daří Laney svádět a že si pronajal hotelový pokoj s úmyslem se s ní vyspat. Jesse to zaslechne a snaží se to říct Mack a poté i Zackovi. Ten získá korunku pro krále plesu, za královnu je korunována Taylor s těsně nadpolovičním počtem hlasů. Laney věří, že vyhrála ta pravá, a následně odejde z plesu s Deanem. Zack se pokusí zasáhnout, ale dorazí pozdě.
Laney se v noci vrátí domů a najde tam čekajícího otce, Simona a Zacka. Dívka jim vysvětlí, že se ubránila Deanovým návrhům. Zack se Laney vyzná ze svých skutečných citů a požádá ji o další šanci. Chce prohloubit jejich vztah, s čímž ona souhlasí, takže se opravdu stanou párem. Laney prozradí Zackovi, že po maturitě uvažuje o umělecké škole, a Zack jí žertem řekne, že ho inspirovala k tomu, aby se věnoval umělecké performanci. Poté, co si zatančí a políbí se, se Laney zeptá Zacka na sázku. Mladík odpoví, že ji dodrží. Na slavnostní promoci vyjde najevo, že Zack musí na pódium přijít nahý. Má na sobě pouze maturitní klobouk, šerpu a před genitáliemi si nese fotbalový míč. Vystoupí na pódium a míč hodí sedící Laney, zatímco ostatní studenti se smějí a tleskají.

## Obsazení
- Freddie Prinze Jr. (český dabing: Gustav Bubník [1999], Jan Dolanský [2002]) jako Zachary „Zack“ Siler
- Rachael Leigh Cook (český dabing: Jitka Ježková [1999, 2002]) jako Laney Boggsová
- Matthew Lillard (český dabing: Pavel Vondra [1999], Daniel Margolius [2002]) jako Brock Hudson
- Paul Walker (český dabing: Filip Švarc [1999], Matěj Hádek [2002]) jako Dean Sampson, Jr.
- Jodi Lyn O'Keefe (český dabing: Tereza Chudobová [1999], Jitka Moučková [2002]) jako Taylor Vaughanová
- Kevin Pollak (český dabing: Michal Pavlata [1999], Pavel Šrom [2002]) jako Wayne Boggs
- Kieran Culkin (český dabing: ? [1999], Vojtěch Rohlíček [2002]) jako Simon Boggs
- Elden Henson (český dabing: ? [1999], ? [2002]) jako Jesse Jackson
- Usher Raymond (český dabing: ? [1999], ? [2002]) jako kampusový DJ
- Kimberly „Lil' Kim“ Jones (český dabing: ? [1999], ? [2002]) jako Alex Chason Sawyerová
- Debbi Morgan (český dabing: ? [1999], ? [2002]) jako paní Rousseauová
- Tim Matheson (český dabing: Antonín Navrátil [1999], Ladislav Cigánek [2002]) jako Harlan Siler
- Anna Paquin (český dabing: Petra Hanžlíková [1999], Kristina Jelínková [2002]) jako Mackenzie „Mack“ Silerová
- Gabrielle Union (český dabing: ? [1999], ? [2002]) jako Katarina „Katie“ Darlingsonová
- Dulé Hill (český dabing: Jan Dolanský [1999], Martin Písařík [2002]) jako Preston
- Tamara Mello (český dabing: ? [1999], ? [2002]) jako Chandler

V cameo roli dívky ve školní jídelně se objevila Sarah Michelle Gellar.

## Produkce
Scénář moderní teenagerovské adaptace Shawova Pygmalionu napsal R. Lee Fleming, Jr., který v té době pracoval jako dramaturg sitcomu Two of a Kind. Producent Harvey Weinstein, který vedl studio Miramax, se rozhodl tento projekt svěřit režisérovi Robertu Iscoveovi. Ten v roce 1997 natočil muzikálovou Popelku a následně se měl pro Miramax podílet na Chicagu. Tento muzikál ale byl kvůli různým problémům odložen, takže Iscove dostal za úkol zfilmovat teenagerovskou romantickou komedii Taková normální holka. Na obsazení hlavních rolí se velkou měrou rovněž podílel Weinstein: Freddieho Prinze Jr. chtěl kvůli spokojenosti s jeho předchozím snímkem Dům přitakání a Rachael Leigh Cook prosazoval do role na základě jejího hereckého výkonu ve filmu Stávka! (oba snímky rovněž produkoval Miramax). Weinsteinovi se pro vedlejší role podařilo získat například Kierana Culkina, Annu Paquin, zpěváka Ushera či rapperku Lil' Kim. Pro natáčení přepracoval scénář snímku M. Night Shyamalan, který některé scény upravil a některé přidal.
Natáčení filmu s rozpočtem 7 milionů dolarů probíhalo v létě 1998 v metropolitní oblasti kolem Los Angeles, zejména ve městě Torrance, včetně její střední školy. Hudbu napsal Stewart Copeland.

### České znění
Vznikla dvě česká znění filmu. První z nich, určené původně pro VHS, vyrobilo v roce 1999 AW Studio Praha v překladu Milady Merhautové pod režijním vedením Bohdana Tůmy. Druhé v překladu Aleny Fišerové vyrobila v roce 2002 Česká televize, režíroval ho Zdeněk Hruška.

## Vydání
Slavnostní premiéra filmu Taková normální holka proběhla 19. ledna 1999 v Mann Festival Theater ve Westwoodu v Los Angeles. Do amerických kin byl snímek uveden 29. ledna 1999, stejně jako v Kanadě. V Brazílii měl premiéru v únoru, v Singapuru v březnu, v dalších zemích pak byl postupně promítán od dubna 1999. V Česku měl film premiéru 10. června 1999, jako poslední se jej dočkali diváci v Japonsku, kde byl do kin uveden 1. července 2000.
V červenci 1999 vyšel film na VHS i DVD, v lednu 2012 byl snímek vydán na BD. Lokalizovaná verze na VHS byla v Česku vydána v únoru 2000.

## Přijetí

### Tržby
V Severní Americe, kde byl promítán v 2222 kinech, utržil snímek 63,4 milionu dolarů, v ostatních zemích dalších 39,8 milionu dolarů. Celosvětové tržby tak dosáhly 103,2 milionu dolarů. Během úvodního víkendu utržil v Severní Americe přes 16 milionů dolarů.
V České republice byl film uveden distribuční společností Sunfilm a s celkovou návštěvností 25 151 diváků utržil celkem 1,3 milionu korun.

### Filmová kritika
Server Rotten Tomatoes udělil snímku známku 5,0/10, a to na základě vyhodnocení 63 recenzí (z toho 26 jich bylo spokojených, tj. 41 %). V konsenzuální kritice uvádí, že Taková normální holka má sice „okouzlující hlavní mladou dvojici“, ale také „předvídatelný scénář s kolísavou zábavností“. Od serveru Metacritic získal film, podle 32 recenzí, celkem 51 ze 100 bodů.

### Ocenění
| Rok  | Ocenění                                | Kategorie                                               | Nominovaný                              | Výsledek  |
| ---- | -------------------------------------- | ------------------------------------------------------- | --------------------------------------- | --------- |
| 1999 | YoungStar Awards                       | Nejlepší herecký výkon mladé herečky ve filmové komedii | Rachael Leigh Cook                      | vítězství |
| 1999 | Teen Choice Awards                     | Nejlepší mužský herecký výkon                           | Freddie Prinze Jr.                      | vítězství |
| 1999 | Teen Choice Awards                     | Nejlepší romantická scéna                               | Freddie Prinze Jr. & Rachael Leigh Cook | vítězství |
| 1999 | Teen Choice Awards                     | Nejlepší filmová komedie                                | Nejlepší filmová komedie                | nominace  |
| 1999 | Filmová cena MTV                       | Objev roku – žena                                       | Rachael Leigh Cook                      | nominace  |
| 1999 | Filmová cena MTV                       | Nejlepší filmová dvojice                                | Freddie Prinze Jr. & Rachael Leigh Cook | nominace  |
| 2000 | Young Hollywood Awards                 | Nejhorší dívka                                          | Jodi Lyn O'Keefe                        | vítězství |
| 2000 | Young Hollywood Awards                 | Nejlepší skladba                                        | Sixpence None the Richer („Kiss Me“)    | vítězství |
| 2000 | Kids' Choice Awards, USA               | Nejoblíbenější filmový pár                              | Freddie Prinze Jr. & Rachael Leigh Cook | vítězství |
| 2000 | Blockbuster Entertainment Awards       | Nejoblíbenější herečka – nováček (internetová volba)    | Rachael Leigh Cook                      | vítězství |
| 2000 | Blockbuster Entertainment Awards       | Nejoblíbenější herec – komedie/romantický film          | Freddie Prinze Jr.                      | nominace  |
| 2000 | ASCAP Film and Television Music Awards | Nejhranější filmová skladba                             | Matt Slocum („Kiss Me“)                 | vítězství |
| 2000 | ALMA Awards                            | Nejlepší mužský herecký výkon ve filmu                  | Freddie Prinze Jr.                      | nominace  |

## Související díla
V roce 2021 vydal Netflix genderově obrácený remake Takový normální kluk režiséra Marka Waterse, k němuž scénář rovněž napsal R. Lee Fleming, Jr. Z herců z původního filmu se v něm v jiných rolích objevili Rachael Leigh Cook a Matthew Lillard.